# 斯佩卡爾峰

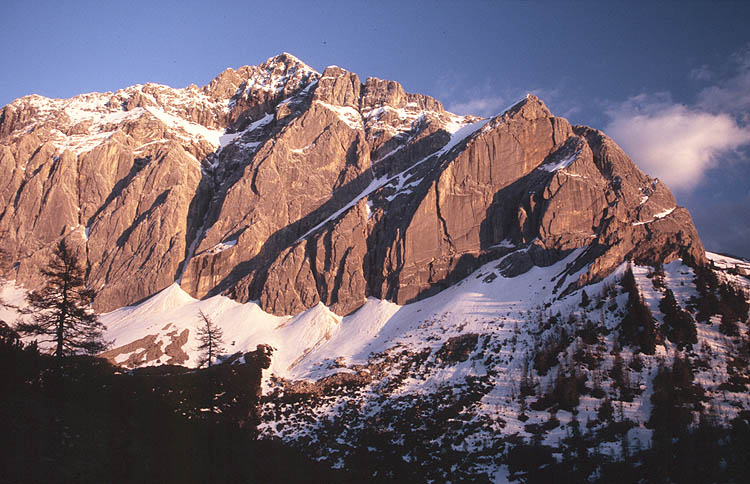

47°20′47″N 11°29′15″E / 47.34639°N 11.48750°E
斯佩卡爾峰（德語：Speckkarspitze），是奧地利的山峰，位於該國西部，由蒂羅爾州負責管轄，屬於卡爾文德爾山脈的一部分，距離大貝特爾武爾夫山1.6公里，海拔高度2,621米，人類在1843年首次登頂。